# Zwischenwassernbrücke
Die Zwischenwassernbrücke ist eine gedeckte Holzbrücke über die Entlen im Schweizer Kanton Luzern. Die Brücke liegt im Entlebuch auf dem Gebiet der Gemeinden Hasle (linke Flussseite) und Entlebuch (rechte Flussseite).

## Konstruktion
Die Holzfachwerkkonstruktion mit sogenannten Howe-Trägern und Eternit-Satteldach wurde 1888 erstellt. Nach dem Bau einer Betonbrücke wurde die Holzbrücke im Jahr 2003 restauriert und 10 Meter flussabwärts versetzt.

## Erhaltenswertes Objekt
Das Bauwerk steht unter Denkmalschutz und ist im Bauinventar des Kantons Luzern als erhaltenswertes Objekt aufgeführt.